# Оберинг, Генри
Ге́нри (Трей) О́беринг III (англ. Henry A. «Trey» Obering III) — бывший директор агентства противоракетной обороны США, возглавлял его с 2004 по 2008 года. Генерал-лейтенант ВВС. Начал работать в агентстве противоракетной обороны США в 2001 году. До этого занимался космической программой США, был лётчиком истребителя F-4E Phantom.

## Биография
Оберинг родился в 1951 году в городе Бирмингем штата Алабама. Прозвище Оберинга-третьего — Трей — происходит от термина в покере, обозначающего три карты одного достоинства. Отец Оберинга служил в Национальной гвардии военно-воздушных сил США (Air National Guard), а дядя был пилотом разведывательного самолета RF-84 Thunderflash. В 1973 году Оберинг с отличием окончил Университет Нотр-Дам в штате Индиана и получил учёную степень бакалавра аэрокосмической инженерии. Кроме того, в университете он прошёл обучение по программе подготовки офицеров резерва ROTC (англ. Reserve Officers' Training Corps), по окончании которой получил воинское звание второго лейтенанта, что позволило ему начать карьеру в военно-воздушных силах США.
С декабря 1973 года Оберинг проходил предполётную подготовку на авиабазе ВВС США Крейг (англ. Craig Air Force Base) в штате Алабама. В январе 1975 года он стал курсантом авиабазы ВВС США Макдилл (англ. MacDill Air Force Base) штата Флорида и начал летать на тренировочных моделях истребителя F-4E Phantom — усовершенствованного «Фантома», появившегося в годы Вьетнамской войны и предназначавшегося для эффективной борьбы с северовьетнамскими МиГами советского производства. В декабре 1975 года он получил звание старшего лейтенанта. С февраля 1976 года по сентябрь 1979 года на авиабазе ВВС США Муди (англ. Moody Air Force Base) в штате Джорджия Оберинг пилотировал боевой истребитель F-4E, возглавлял подразделение по техническому обслуживанию и ремонту авиационной техники 68-й тактической эскадрильи истребителей и занимал должность офицера по административным вопросам авиабазы (Base Executive Officer). В 1977 году он окончил курсы офицеров эскадрильи (англ. Squadron Officer School) на авиабазе ВВС США Максуэлл (англ. Maxwell Air Force Base) в штате Алабама, после чего получил звание капитана ВВС.
С сентября 1979 года по сентябрь 1980 года Оберинг учился в Технологическом институте военно-воздушных сил (англ. Air Force Institute of Technology) и Стэнфордском университете, по окончании которого получил учёную степень магистра космической инженерии. Затем он присоединился к американской программе «Космический челнок» (Space Shuttle). Этот проект предусматривал создание многоразовой транспортной космической системы на базе воздушно-космического корабля — летательного аппарата, предназначенного для полёта в космическом пространстве и в атмосфере. По мнению некоторых экспертов, шаттл обеспечивал военное преимущество США над СССР в космосе: этот самолёт мог выводить из строя советские спутники-ретрансляторы и спутники-шпионы, а в его грузовом отсеке можно было выводить на орбиту ядерное оружие и осуществлять высокоточное поражение объектов на Земле. На авиабазе ВВС США Ванденберг в Калифорнии Оберинг стал проектировщиком оснащения средств наземного обеспечения программы «Космический челнок». Затем в испытательной группе № 6595 он возглавил отдел, который занимался комплексными испытаниями шаттла.
В декабре 1982 года Оберинг стал сотрудником НАСА — инженером орбитальной ступени шаттла (собственно самого воздушно-космического корабля) в Космическом центре имени Кеннеди в штате Флорида. С июля по декабрь 1984 года он учился в Колледже управления оборонными системами (Defense Systems Management College), расположенном в форте Бельвюр (англ. Fort Belvoir) штата Вирджиния. После этого до июля 1987 года Оберинг занимал должности инженера проекта шаттла в той же испытательной группе № 6595 и директора отдела конструирования шаттла Западного ракетно-космического центра (Western Space and Missile Center), расположенного на авиабазе Ванденберг. В общей сложности он принял участие в запуске 15 шаттлов, отвечая за общее взаимодействие всех стартовых систем. В апреле 1986 года Оберинг получил очередное воинской звание и стал майором ВВС.
C июля 1987 года по июль 1988 года Оберинг проходил обучение в Командно-штабном колледже ВВС США (англ. Air Command and Staff College) на авиабазе Максуэлл. По окончании колледжа на авиабазе в Нортоне (англ. Norton Air Force Base) он возглавил инспекцию специальных проектов, входившую в состав инспекционного подразделения по контролю расходов на закупку вооружения и военной техники (Systems Acquisition Management Inspection Division) в штаб-квартире центра инспекции и безопасности полётов ВВС США (Air Force Inspection and Safety Center). В июне 1989 года Оберинг получил звание подполковника ВВС. В июне 1990 года его перевели в Вашингтон — в управление закупок военной техники и вооружения ВВС США (Office of the Secretary of the Air Force for Acquisition), где он стал контролёром элементов программы космической ракеты-носителя (Medium Space Launch Vehicles) и заместителем главы космического управления (Space Systems Division). В июне 1991 года Оберинг занял должность офицера по административным вопросам при помощнике главы ВВС США по закупкам вооружения и военной техники (Executive Officer to the Assistant Secretary of the Air Force for Acquisition).
С июля 1992 года по июнь 1993 года Оберинг учился в Индустриальном колледже вооружённых сил США (англ. Industrial College of the Armed Forces) в форте имени Лесли Джеймса Макнейра (англ. Fort Lesley J. McNair). В июне 1993 года Оберинг стал заместителем директора отдела закупок и технологий (Acquisition and Technology Group) картографического агентства Министерства обороны США (Defense Mapping Agency). В феврале 1994 года ему было присвоено звание полковника ВВС. В июле 1996 года на авиабазе ВВС США Хэнском (Hanscom Air Force Base) в штате Массачусетс Оберинг занял должность руководителя специальных проектов в Центре электронных систем (англ. Electronic Systems Center) командования материально-технического обеспечения ВВС США (англ. Air Force Materiel Command), а в апреле 1997 года стал директором отдела по реализации экспериментальной программы экспедиционных сил (Expeditionary Forces Experiment System Program Office) в том же центре электронных систем. В августе 1999 года Оберинг вернулся в управление закупок военной техники и вооружения ВВС США в Вашингтоне, где занял должность директора отдела информационного доминирования (Mission Area Director for Information Dominance), бюджет которого составлял 28 миллиардов долларов. В июне 2000 года он получил звание бригадного генерала ВВС.

### Работа в агентстве ПРО
В декабре 2001 года Оберинг стал работать в агентстве противоракетной обороны США (англ. Missile Defense Agency), став руководителем программы по контролю и руководству системой управления боевыми действиями (Battle Management Command and Control) и помощником по интеграции и размещению частей и соединений агентства (Deputy for Force Structure Integration and Deployment). Официально агентство противоракетной обороны было создано лишь 2 января 2002 года и стало правопреемником Организации стратегической оборонной инициативы (Strategic Defense Initiative Organization, 1984—1994) и Организации по защите от баллистических ракет (англ. Ballistic Missile Defense Organization, 1994—2002). Все эти три проекта исторически связаны с программой «Звёздных войн» 1983 года — оборонной инициативой президента США Рональда Рейгана, предполагавшей в случае начала ядерного конфликта с СССР уничтожение советских баллистических ракет в течение 100—300 секунд после их запуска с помощью военных космических спутников. Проект ПРО постепенно совершенствовался, и к 2002 году обновлённая концепция подразумевала возможность уничтожения баллистических ракет на всех трёх стадиях полета (разгон, маршевый и конечный участки траектории) с помощью систем космического, наземного, морского и воздушного (самолётного) базирования.
13 декабря 2001 года США уведомили Россию о своем намерении выйти из Договора об ограничении систем противоракетной обороны, заключенного с СССР в 1972 году. В соответствии с достигнутым соглашением, ровно через шесть месяцев, 13 июня 2002 года, США вышли из договора. Сразу после этого агентство противоракетной обороны США начало проводить первые испытания систем морского базирования и строить первые шахты для ракет-перехватчиков в Форте Грили (англ. Fort Greely) на Аляске.
В июле 2003 года Оберинг стал заместителем директора агентства противоракетной обороны и главой Общенационального интеграционного центра (Joint National Integration Center). В январе 2004 года он получил звание генерал-майора ВВС США. 2 июля 2004 года в отставку ушёл директор агентства генерал-лейтенант ВВС Рональд Кадиш (англ. Ronald Kadish), и Оберинг был назначен на его место. Уже через месяц он получил звание генерал-лейтенанта ВВС США.
Предшественник Оберинга за четыре года сумел перевести программу национальной ПРО из стадии длительных научных исследований и разработок в стадию развёртывания реальных боевых систем. Но именно при Оберинге осенью 2004 года началось непосредственное развёртывание американской системы национальной ПРО и постановка её элементов на боевое дежурство. По мнению экспертов, эффективность системы, первоначально состоявшей из нескольких ракет-перехватчиков на Аляске, носила весьма ограниченный характер. Агентство противоракетной обороны к тому времени насчитывало уже более 5 тысяч сотрудников, а его бюджет составлял 8—10 миллиардов долларов в год. Возглавив это подразделение Министерства обороны США, Оберинг занялся как развитием, отладкой и развёртыванием всей системы ПРО, так и финансовыми делами агентства — распределением средств между основными программами. Летом 2004 года Сенат США полностью профинансировал программы создания комплексов ПРО сухопутного и морского базирования, но сократил средства, выделяемые на разработку систем следующего поколения. Так, в апреле 2005 года Оберинг заявил о том, что ранее намеченная на 2006 год экспериментальная космическая программа NFIRE (Near Field Infra-red Experiment) не будет проводиться до конца 2007 или начала 2008 финансового года.
В феврале 2007 года Оберинг обнародовал данные о состоянии американской системы ПРО, включавшей объекты, расположенные в Северной Америке, Западной Европе и на Дальнем Востоке. В их число входили 16 ракет-перехватчиков наземного базирования (14 — в Форте Грили, 2 — на авиабазе Ванденберг), четырёх радаров раннего предупреждения (англ. Cobra Dane — на Алеутских островах, Beale — в Калифорнии, Fylingdales — в Великобритании, Thule — в Дании), одного радара морского базирования SBX (в то время дислоцированного в Тихом океане в районе Аляски), одного радара передового базирования FBX-T (в Японии), 16 крейсеров и эсминцев «Иджис» (в общей сложности с 18 ракетами-перехватчиками SM-3 — в Тихом океане и Средиземном море) и системы противоракетных комплексов «Пэтриот» (PAC-3).
Кроме того, Оберинг заявил о планах своего агентства по расширению системы ПРО. К 2013 году на боевое дежурство должны были быть поставлены ещё 38 ракет-перехватчиков (из них 10 в Европе), один радар раннего предупреждения в Центральной Европе, четыре комплекса THAAD (в общей сложности 96 ракет-перехватчиков для уничтожение баллистических ракет на стадии снижения), ещё два корабля «Иджис» и 114 ракет-перехватчиков SM-3, три новых радара морского базирования SBX в Тихом океане. Всего с 1983 года на программу ПРО было выделено 90—100 миллиардов долларов, что, по мнению экспертов, сопоставимо с ущербом, нанесенным Нью-Йорку во время террористических актов 11 сентября 2001 года и оцениваемым в 83 миллиарда долларов. В 2006—2011 финансовых годах агентству противоракетной обороны США планировалось выделить 57,7 миллиарда долларов.
Предложение США разместить элементы американской ПРО в Европе — Польше и Чехии — якобы для нейтрализации ядерной угрозы, исходящей со стороны Ирана и Северной Кореи, вызвало резкую критику России. Оберинг же заявил, что размещение десятка ракет-перехватчиков не сможет нарушить российско-американский ядерный баланс сил. C другой стороны, известно, что в долгосрочной перспективе агентство противоракетной обороны США провозглашало своей конечной целью создание системы, которая сможет уничтожить любые баллистические ракеты. После выхода США в 2002 году из Договора об ограничении систем противоракетной обороны для достижения этой цели агентству противоракетной обороны осталось преодолеть лишь технические и технологические трудности.

### Выход в отставку
18 марта 2008 года стало известно, что президент США Джордж Буш решил сменить главу агентства противоракетной обороны, предложив назначить новым директором армейского генерал-майора Патрика О’Рейли (Patrick O’Reilly), до тех пор бывшего заместителем Оберинга. О’Рейли сменил Оберинга на посту главы агентства в ноябре 2008 года. После этого Оберинг занялся бизнесом, в феврале 2009 года войдя в совет директоров научно-инженерной компании Schafer Corporation. Позднее занял должность старшего вице-президента в консалтинговой фирме Booz Allen Hamilton.
Оберинг был награждён медалью «За отличную службу в Вооруженных силах», дважды — медалью ордена Доблестного легиона, четыре раза — медалью «За особые заслуги», а также медалями «За достижения в военно-воздушных силах» (Air Force англ. Achievement Medal) и «За отличную службу в военно-воздушных силах» (Air Force англ. Commendation Medal). Оберинг женат, у него есть двое сыновей и дочь.